# 사르가소해

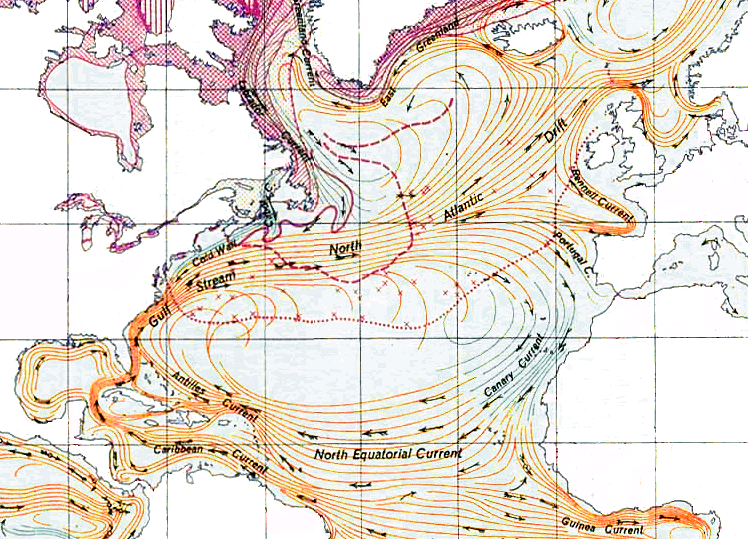
북대서양의 해류

사르가소 해(Sargasso Sea)는 북대서양 중앙부의 해류 흐름에 둘러싸인 바다이다. 서쪽은 멕시코 만류, 북쪽은 북대서양 해류, 동쪽은 카나리아 해류, 남쪽은 북적도 해류가 흐르고 있다.
사르가소 해는 약 남북으로 1,100 km, 동서로 3,200 km가량 되며, 서경 40도에서 70도, 북위 25도에서 35도 사이 지역에 해당한다. 서쪽 가장자리 부근에 버뮤다가 있다. 사르가소 해는 해안선을 가지고 있지 않은 유일한 바다이다.

## 역사
사르가소 해역은 15세기, 포르투갈 선원에 의해 발견되었다. 하지만 4세기의 작가 아비에누스의 시에 대서양 한복판의 해초로 뒤덮인 바다 이야기가 나오는 것으로 봐서 더 일찍 알려졌을 수도 있다. 크리스토퍼 콜럼버스와 그의 선원들도 해초에 덮인 사르가소 해에 관해 적고 있다.

## 생태

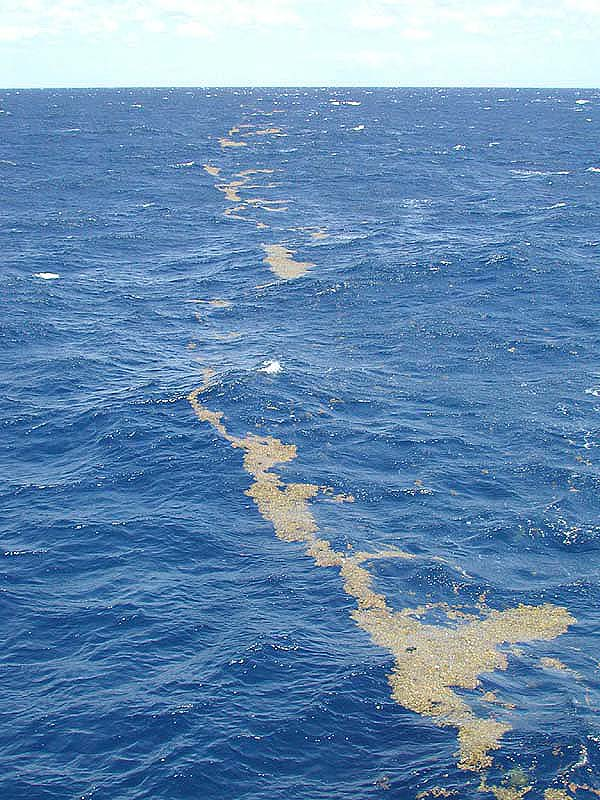
사르가소 해의 해초

사르가소 해는 마의 바다, 혹은 죽음의 바다라고 불리긴 하지만, 실제로는 모자반속 해조로 덮여 있다. 사르가소 해는 또한 유럽뱀장어와 아메리카뱀장어의 회귀에 있어 중요한 역할을 한다. 두 종의 뱀장어는 이곳에 알을 낳는다.

## 같이 보기
- 버뮤다 삼각지대